# Wim Bleijenberg
Wim Bleijenberg (Veenendaal, 5 de novembre de 1930-10 de gener de 2016) va ser un futbolista neerlandès que jugava en la demarcació de davanter.

## Internacional
Va jugar un total de tres partits amb la selecció de futbol dels Països Baixos. Va debutar el 19 d'abril de 1953 en un partit amistós contra Bèlgica que va posar fi a un resultat de 0-2 a favor del conjunt belga. El seu segon partit, també en qualitat d'amistós ho va disputar cinc mesos després contra Noruega. El seu tercer i últim partit el va jugar el 30 de maig de 1954 contra Suïssa, trobada que va posar fi a un marcador favorable a la selecció suïssa per 3-1.

## Clubs
| Club                | País | Any         | Partits | Gols |
| ------------------- | ---- | ----------- | ------- | ---- |
| FC Wageningen       |      | 1951 - 1952 |         | 21   |
| VV Rigtersbleek     |      | 1952 - 1956 |         |      |
| AFC Ajax            |      | 1956 - 1960 | 79      | 46   |
| Blauw-Wit Amsterdam |      | 1960 - 1961 | 28      | 17   |
| Go Ahead Eagles     |      | 1961 - 1963 |         |      |
| AGOVV Apeldoorn     |      | 1963 - 1966 |         |      |

## Palmarès

### Campionats estatals
| Títol          | Club                | País          | Any  |
| -------------- | ------------------- | ------------- | ---- |
| Eredivisie     | AFC Ajax            | Països Baixos | 1957 |
| Eredivisie     | AFC Ajax            | Països Baixos | 1958 |
| Eerste Divisie | Blauw-Wit Amsterdam | Països Baixos | 1961 |